# Левчин Рафаель Залманович
Рафае́ль За́лманович Ле́вчин — (рос. Левчин Рафаель Залманович; 27 вересня 1946, Джанкой, СРСР — 7 серпня 2013, Чикаго, Іллінойс, США) — радянський і американський російськомовний поет, драматург, прозаїк, перекладач, есеїст, художник, актор. Учасник   Нової хвилі  представник метареалізму і зорової поезії, майстер колажу і фотомонтажу. Батько веброзробника  й мільярдера  Максиміліана Левчина.

## Життєпис

Р.Левчин. Кентавр-Алеф, 2012

Р.Левчин. Сторінка з книги "Маски й лабирінти", 2007

Р.Левчин. Кераміка KWANZAA з серії Lovers and demons, 2009

Р.Левчин. Колаж «Ми» з серії «Маски й лабирінти», 2006

Р.Левчин. «Голова» з серії «Маски й лабирінти», 2009

Народився 27 вересня 1946 року в м. Джанкой (АР Крим). Батько був головою колгоспу, мати — вчителькою в середній школі. Своє ім'я він отримав від мами, яка назвала сина на честь великого італійського художника Рафаеля Санті. Справжнє повне ім'я, як стверджував поет, Рафаель Залманович Левчин де Олівейра: «Що до прізвища« Левчин», то корінь «лев» означає, що я —  далекий нащадок левітів. Ну і, нарешті, де Олівейра: згідно сімейним легендам, ми - нащадки португальських євреїв, які втекли від інквізиції.»У побуті мав і’мя Раф.
У 1965-1969 роках навчався на хімічному факультеті Ленінградського інституту текстильної і легкої промисловості (ЛІТЛП), де познайомився зі своєю дружиною Ельвіною Зельцман, що стала згодом і співавтором багатьох його творів. Р. Левчин з дружиною  разом займалися видавничою діяльністю, перекладами художньої літератури, мультимедійними перформансами.
У 1970-1991 роках жив у Києві. Закінчив Літературний інститут імені О. М. Горького (1977-1983). Після закінчення інституту повернувся з Москви до Києва, де почав брати участь у багатьох неформальних творчих групах: "Літтеррористів", "Чен-Дзю (організаторів  подружжя Ченцових та Дзюби); в театрі-студії  "Театральний Клуб ", в Театрі-на-Подолі," Глоссолалії "  Юрія Зморовича та ін.
Як поет перебував в групі літераторів, які створили Метареалізм - течію в поезії кінця 70-х-початку 90-х рр. XX століття, що означає «метафізичний реалізм», а також «метафоричний реалізм». Серед учасників Юрій Арабов, Аркадій Драгомощенко,  Іван Жданов, Костянтин Кедров, Рафаель Левчин, Олексій Парщиков,  Сергій Соловйов та ін.
У 1975 році відбулася його перша публікація - фантастичне оповідання «По спіралі» в журналі «Знання - сила», після чого почав активно займатися творчістю. Був членом Клубу київських любителів фантастики (КЛФ) «Світовид», «Перевал» і «Зоряний шлях», у якому на початку 1990-х випускався фен-зін англійською мовою «Chernobylization». Потім став керівником гуртка любителів фантастики при Київському палаці піонерів, захопив цим жанром і своїх синів.
Особливу популярність Левчин здобув  як перекладач - з польської, словацької, німецької, англійської, еритрейської, але в першу чергу з української мови. Відомі переклади роману  Тараса Прохаська «Непрості», який став подією 2009 року ;  Валерія Шевчука;, поезії   Анатоля Степаненко.
Вів листування і зустрічався з поетом Йосипом Бродським. Спілкувався з колом київського  андеграундного художника  Вудона Баклицького, навчаючись у нього кераміці.
Як художник входив до групи «39.2°» (1988), серед яких  Юрій Вакуленко, Володимир Архипов,  Костянтин Самойленко ,  Олександр Кузнецов і  Рафаель Левчин.  Ця група входила до об'єднання  Біла ворона  (1988-1989), що влаштувало велику неофіційну виставку в київському кінотеатрі «Зоряний» разом з митцями  Анатолем Степаненком,  Василем і Тамарою  Гайчуками, Вірою Вайсберг,  Оленою Голуб, Валентином Поліщуком, 
 Валерієм Гурським та ін. Вони представляли нове  українське мистецтво за кордоном — в  Польщі, Італії, Німеччині та ін.
У 1991 році Р.Левчин разом із сім'єю переїхав до Чикаго, жив в  Еванстоні і Скокі (Іллінойс) .
Учасник різних міжнародних проектів, в тому числі «Агасфер» (Москва, 1991), «Театр слова» (Кенігсберг, 1995), EyeRhymes (Едмонтон, 1997), GeZelle (Брюгге, 1999). З 2000 року багато  публікувався в Інтернеті.
Помер Р. Левчин в Еванстоні, передмісті Чикаго, увечері 7 серпня 2013 року після тяжкої швидкоплинної хвороби. У нього залишилися дружина і двоє дітей.

## Вибрані твори

### Романи (на рос.)
1988 - Сутінки зрадників (у співавт. з А. Тамразовим)
2009 - Стіни У (у співавт. з Ю. Проскуряковим)

### Збірники віршів та оповідань (на рос.)
1990 – Їжатнік
1996 – ВОДАогонь, авторське оформлення .СПб.
2001 - Частинки незліченний «я» ( спільний збірник з О. Очеретянським)
2002 - Ludus Danielis
2006 – Вибране. К.
2006 - Остаточний текст та інші ідилії (у співавторстві з  Максом Левчиним, Олександром Черновим та ін.) К.
2010- Батьки підземелля (п’єса з елементом візуальної поезії  у співавт. з  А. Курковим..
Мав чимало публікацій в журналах та альманахах «Три крапки», «Нове Коло», «Чернетка», «Ойкумена», «Ми Прийшли!», «Зірка Сходу», «Стільники», «Стетоскоп», «Коментарі»,  KTO ZDES ' , «Слово письменника» та інші.

## Сім'я
Дружина (з 1970 року)  —   Ельвіна (Лілія) Пінхасівна Зельцман (н. 1949), однокурсниця Р.Левчина по ЛІТЛП; мультимедійна художниця, фотограф, перекладачка; в США працювала програмістом.
Її батько — Пінхас Аврумович Зельцман, геофізик, винахідник, науковий співробітник дослідно-конструкторського бюро геофізичного приладобудування Об'єднання «Укргеофізика», автор монографії «Конструювання апаратури для геофізичних досліджень свердловин» (М.: Надра, 1968); мати — Фріма Йосипівна Лукацька, астрофізик, науковий співробітник Головної астрономічної обсерваторії АН УРСР, автор монографій «Статистичне дослідження блиску неправильних і напівправильних змінних зірок» (Київ: Наукова думка, 1969) і «Зміна блиску і кольору нестаціонарних зірок» (Київ: Наукова думка, 1977).
Сини — Максиміліан Левчин (н.1974, Київ),  відомий веброзробник та програміст. Він є одним з творців найбільшої в світі системи електронних платежів PayPal і віце-президентом по розробці в компанії «Google». На початок 2021 року Макс Левчин став мільярдером.
Сергій Левчин (н.1979, Київ). перекладач, літературознавець .